# Paul Jackson jr.
Paul Milton Jackson jr. (Los Angeles, 30 december 1959) is een Amerikaanse jazz-, rock-, funk-, r&b-, soul- en popmuzikant (zang, gitaar), songwriter, producent en arrangeur. Jackson wist op 15-jarige leeftijd al dat hij beroepsmuzikant wilde worden. Hij studeerde aan de University of Southern California, met als hoofdvak muziek.

## Biografie
Naast het feit dat hij op zichzelf een artiest is, is Jackson ook een zeer ervaren Los Angeles-sessiespeler, met een carrière van meerdere decennia. Hij heeft artiesten ondersteund, variërend van Michael Jackson (geen familie) (op de albums Thriller, Bad, Dangerous, HIStory en Blood on the Dance Floor: HIStory in the Mix) tot The Temptations, Whitney Houston, Alexander O'Neal, Five Star (op het album Silk and Steel), Howard Hewett, Thomas Anders, Patti LaBelle en Luis Miguel, tot rockers als Chicago en Elton John, tot jazzgeoriënteerde spelers als George Duke, George Benson, Dave Koz, Al Jarreau, David Benoit, Marcus Miller en Kirk Whalum en aan christelijke artiesten als Leon Patillo en Don Moen. In 2013 werd onthuld dat hij heeft bijgedragen aan verschillende nummers op het album Random Access Memories van Daft Punk en het tweede album Fire Within van singer-songwriter Birdy. Hij speelde ook gitaar op Lisa Stansfields album Seven uit 2014. Jackson kon gitaar spelen in een breed scala aan stijlen in The Tonight Show With Jay Leno en American Idol.

## Discografie

### Als leader
- 1988: I Came to Play (Atlantic)
- 1990: Out of the Shadows (Atlantic)
- 1993: A River in the Desert (Atlantic)
- 1996: Never Alone: Duets (Blue Note)
- 2001: The Power of the String (Blue Note)
- 2003: Still Small Voice (Blue Note)
- 2008: Lay It Back (Branch)
- 2016: Stories from Stompin' Willie (Branch)

### Als sideman
Met Amy Grant
- 1985: Unguarded (A&M)

Met Barry Manilow
- 1981: If I Should Love Again (Arista)
- 1982: Here Comes the Night (Arista)
- 1985: Manilow (RCA)
- 1987: Swing Street (Arista)

Met Chicago
- 1984: Chicago 17 (Full Moon/Warner Bros.)

Met David Sanborn
- 1988: Close Up (Reprise)

Met Dionne Warwick
- 1983: How Many Times Can We Say Goodbye (Arista)
- 1985: Finder of Lost Loves (Arista)
- 1993: Friends Can Be Lovers (Arista)

Met Deniece Williams
- 1983: I'm So Proud (Columbia Records)
- 1984: Let's Hear It for the Boy (Columbia Records)
- 1986: Hot on the Trail (Columbia Records)
- 1986: So Glad I Know (Sparrow Records)
- 1988: As Good as It Gets (Columbia Records)
- 1989: Special Love (MCA Records)

Met Carole Bayer Sager
- 1981: Sometimes Late at Night (The Boardwalk Entertainment)

Met Stephanie Mills
- 1984: I've Got the Cure (Casablanca)
- 1985: Stephanie Mills (MCA)

Met Carole King
- 2001: Love Makes the World (Rockingale)

Met Billy Preston
- 1979: Late at Night (Motown)
- 1981: The Way I Am (Motown)

Met Elton John
- 1993: Duets (Rocket)

Met Anita Baker
- 1983: The Songstress (Elektra)
- 1986: Rapture (Elektra)
- 1988: Giving You the Best That I Got (Elektra)
- 1994: Rhythm of Love (Elektra)
- 2004: My Everything (Blue Note)

Met Michael McDonald
- 1993: Blink of an Eye (Reprise)

Met Kenny Rogers
- 1981: Christmas (Liberty)
- 1982: Love Will Turn You Around (Liberty)
- 1983: We've Got Tonight (Liberty)
- 1984: What About Me? (RCA)
- 1985: The Heart of the Matter (RCA Records)

Met Sheena Easton
- 1983: Best Kept Secret (EMI)
- 1993: No Strings (MCA)

Met Michael Bolton
- 1997: All That Matters (Columbia)

Met Céline Dion
- 1990: Unison (Columbia)
- 2002: A New Day Has Come (Columbia)

Met Jeffrey Osborne
- 1982: Jeffrey Osborne (A&M)
- 1983: Stay with Me Tonight (A&M)
- 1984: Don't Stop (A&M)
- 1985: Emotional (A&M)
- 1988: One Love: One Dream (A&M)
- 1997: Something Warm for Christmas (Kock)
- 2013: A Time for Love (Saguaro)

Met Solomon Burke
- 1997: The Definition Of Soul (Pointblank)

Met Patti LaBelle
- 1986: Winner in You (MCA)

Met Glenn Medeiros
- 1988: Not Me (Mercury)
- 1990: Glenn Medeiros (Mercury)

Met Jewel
- 1998: Spirit (Atlantic)

Met José Feliciano
- 1981: José Feliciano (Motown)
- 1985: Ya Soy Tuyo (RCA)
- 1986: Te Amaré (RCA)

Met Patti Austin
- 1984: Patti Austin (Qwest)
- 1985: Gettin' Away with Murderer (Qwest)
- 2001: On the Way to Love (Warner Bros.)
- 2011: Sound Advice (Shanachie)

Met Jon Anderson
- 1988: In the City of Angels (Columbia)

Met Philip Bailey
- 1985: The Wonders of His Love (Myrrh)
- 1986: Triumph (Word)

Met Oleta Adams
- 2001: All the Love (Pioneer Entertainment)

Met Syreeta Wright
- 1980: Syreeta (Tamla)
- 1981: Set My Love in Motion (Tamla)
- 1983: The Spell (Tamla)

Met Jennifer Rush
- 1987: Heart Over Mind (CBS)

Met Ray Parker Jr.
- 1985: Sex and the Single Man (Arista)
- 1987: After Dark (Geffen)

Met Bette Midler
- 2000: Bette (Warner Bros. Records)

Met Stephen Bishop
- 1985: Sleeping with Girls (Big Pink)

Met Peabo Bryson
- 1984: Straight from the Heart (Elektra Records)
- 1989: All My Love (Capitol)
- 1991: Can You Stop the Rain (Sony)
- 1999: Unconditional Love (Private Music)
- 2007: Missing You (Peak)

Met B.B. King
- 1979: Take It Home (MCA)

Met Madonna
- 1986: True Blue (Warner Bros.)

Met Roberta Flack
- 1988: Oasis (Atlantic)

Met Frankie Valli
- 1980: Heaven Above Me (MCA)

Met Belinda Carlisle
- 1991: Live Your Life Be Free (Virgin)

Met Teena Marie
- 1983: Robbery (Epic)

Met Paul Anka
- 1989: Somebody Loves You (Polydor)

Met Rod Stewart
- 1991: Vagabond Heart (Warner Bros.)
- 2009: Soulbook (J)

Met Joan Baez
- 1987: Recently (Gold Castle)

Met Natalie Cole
- 1983: I'm Ready (Epic)
- 1985: Dangerous (Atco)
- 1987: Everlasting (Elektra)
- 1989: Good to Be Back (Elektra)
- 1994: Holly & Ivy (Elektra)
- 1996: Stardust (Elektra)
- 2006: Leavin'  (Verve)

Met Amanda Marshall
- 1999: Tuesday's Child (Epic)

Met Chaka Khan
- 1982: Chaka Khan (Warner Bros. Records)

Met Boz Scaggs
- 1988: Other Roads (Columbia)

Met Kenny Rogers en Dolly Parton
- 1984: Once Upon a Christmas (Elektra)

Met Aretha Franklin
- 1980: Aretha (Arista)
- 1991: What You See Is What You Sweat (Arista)
- 2008: This Christmas, Aretha (DMI)

Met Brenda Russell
- 1988: Get Here (A&M Records)

Met Thelma Houston
- 1983: Thelma Houston (MCA)

Met Herbie Hancock
- 1973: Headhunters (Columbia Records)

Met Leonard Cohen
- 1992: The Future (Columbia)

Met Luis Miguel
- 1987: Soy Como Quiero Ser (WEA Latina)
- 1988: Busca una Mujer (WEA Latina)
- 1990: 20 Años (WEA Latina)
- 1993: Aries (WEA Latina)
- 1994: Segundo Romance (WEA Latina)
- 1999: Amarte Es Un Placer (WEA Latina)
- 2001: Mis Romances (WEA Latina)
- 2003: 33 (WEA Latina)
- 2006: Navidades (WEA Latina)

Met Al Jarreau
- 1984: High Crime (Warner Bros.)
- 1988: Heart's Horizon (Reprise)
- 2000: Tomorrow Today (GRP)
- 2002: All I Got (GRP)
- 2014: My Old Friend: Celebrating George Duke (Concord)

Met George Benson
- 1985: 20/20 (Warner Bros.)
- 1986: While the City Sleeps... (Warner Bros.)
- 1988: Twice the Love (Warner Bros.)
- 1998: Standing Together (GRP)
- 2009: Songs and Stories (Concord)
- 2011: Guitar Man (Concord)

Met Randy Crawford
- 1982: Windsong (Warner Bros.)
- 1986: Abstract Emotions (Warner Bros.)
- 1992: Through the Eyes of Love (Warner Bros.)
- 1993: Don't Say It's Over (Warner Bros.)

Met Barbra Streisand
- 1984: Emotion (Columbia)
- 1988: Till I Loved You (CBS)

Met Anastacia
- 2000: Not That Kind (Epic)

Met Lisa Stansfield
- 2014: Seven (Edel)

Met Cheryl Lynn
- 1979: In Love (Columbia)
- 1987: Start Over (Manhattan)
- 1989: Whatever It Takes (Virgin)

Met Paul Young
- 1993: The Crossing (Columbia)

Met Irene Cara
- 1987: Carasmatic (Elektra)

Met Minnie Riperton
- 1980: Love Lives Forever (Capitol Records)

Met Corinne Bailey Rae
- 2016: The Heart Speaks in Whispers (Virgin)

Met Donald Byrd
- 1978: Thank You...For F.U.M.L. (Funking Up My Life) (Elektra)

Met Aaron Neville
- 1993: The Grand Tour (A&M)
- 1993: Aaron Neville's Soulful Christmas (A&M)

Met Kenny Loggins
- 1985: Vox Humana (Columbia)
- 1991: Leap of Faith (Columbia)

Met Glenn Frey
- 1988: Soul Searchin'  (MCA)

Met Billy Preston en Syreeta Wright
- 1981: Billy Preston & Syreeta (Motown)

Met Don Moen
- 1998: God Is Good – Worship with Don Moen (Integrity, Hosanna! Music)

Met Michael Franks
- 1993: Dragonfly Summer (Warner Bros.)

Met Laura Branigan
- 1984: Self Control (Atlantic)

Met Gloria Gaynor
- 1982: Gloria Gaynor (Atlantic)

Met Bill Meters
- 1985: Watching You Watching Me (Columbia)

Met Ron Kenoly
- 1995: Sing Out with One Voice (Integrity, Hosanna! Music)

Met Donna Summer
- 1979: Bad Girls (Casablanca)
- 1984: Cats Without Claws (Geffen)
- 1987: All Systems Go (Geffen)

Met Melissa Manchester
- 1985: Mathematics (MCA)

Met The Jackson 5
- 1978: Destiny (Epic)
- 1980: Triumph (Epic)

Met Lalo Schifrin
- 1979: No One Home (Tabu)
- 2014: Holiday Wishes (Idina Menzel)

Met Lionel Richie
- 1982: Lionel Richie (Motown)

Met Michael Jackson
- 1982: Thriller (Epic)
- 1987: Bad (Epic)
- 1991: Dangerous (Epic)

- Bibliothèque nationale de France: cb14008014b (data)
- Gemeinsame Normdatei: 134737512
- International Standard Name Identifier: 0000 0000 5519 4376
- Library of Congress Control Number: n94100815
- MusicBrainz: 035610f3-b143-4caf-85ca-8eb7efdae170
- Nationale Bibliotheek van Tsjechië: xx0170663
- Virtual International Authority File: 71589646
- WorldCat: E39PBJpjg8j9x3q3kMryqGjjYP